# Szendrei József (labdarúgó)
Szendrei József (Karcag, 1954. április 25. –) válogatott labdarúgó, kapus. Az 1986-os mexikói labdarúgó-világbajnokság résztvevője.

## Pályafutása

### Klubcsapatban
1972-ben Szolnokon mutatkozott be az NB II-ben. 1974 és 1976 között sorkatonai szolgálatát töltötte a Kossuth KFSE csapatában. Ezután 1980-ig ismét a Szolnoki MÁV MTE kapusa volt.
1980-ban igazolt az élvonalba, az újonc Nyíregyháza együtteséhez. Innen egy év múlva az Újpesti Dózsához szerződött, ahol egészen 1987-ig védett. Újpesten az 1986-87-es idényben bajnoki második és háromszor MNK győztes (1982, 1983, 1987) lett a csapattal.
1987-ben Spanyolországba szerződött. Egy idény a CD Málaga csapatában játszott, ahol bajnokságot nyert a SEGUNDA DIVISION-ban Kubala László edző irányítása alatt, majd négyet a Cádiz CF-ben (Spanyol első osztály). Itt fejezte be az aktív labdarúgást. Egyik legemlékezetesebb mérkőzés hazai pályán, a Johan Cruyff vezetése alatt játszó (bajnok) Barcelonát 4-0-ra megverte a Cádiz CF. Néhány név az akkori Barcelona összeállításából: Zubizarreta, Alexanco, Koeman, Bakero, Laudrup, Salinas.

### A válogatottban
A magyar válogatottban 1985 és 1988 között 10 alkalommal védett és 6 gólt kapott. Tagja volt az 1986-os mexikói világbajnokságon részt vevő csapatnak. Egy mérkőzésen, a Kanada elleni 2-0-s győzelemmel végződön védett.

## Sikerei, díjai
- Magyar bajnokság
  - 2: 1986–87
- Magyar Népköztársasági Kupa
  - győztes: 1982, 1983, 1987
- Kupagyőztesek Európa-kupája (KEK)
  - negyeddöntős: 1983–84
- Eszterházy Miksa-díj (2013)

## Statisztika

### Mérkőzései a válogatottban
| Magyarország | Magyarország        | Magyarország                          | Magyarország     | Magyarország | Magyarország | Magyarország  | Magyarország | Magyarország |
| #            | Dátum               | Helyszín                              | Hazai            | Eredmény     | Vendég       | Kiírás        | Gólok        | Esemény      |
| ------------ | ------------------- | ------------------------------------- | ---------------- | ------------ | ------------ | ------------- | ------------ | ------------ |
| 1.           | 1985. december 11.  | Monterrey, Technológico Stadion (MEX) | Magyarország     | 3 – 1        | Algéria      | barátságos    | -            |              |
| 2.           | 1986. február 1.    | Doha, el-Kabir-stadion (QAT)          | Ázsia-válogatott | 0 – 2        | Magyarország | barátságos    | -            |              |
| 3.           | 1986. június 6.     | Irapuato, Estadio Irapuato (MEX)      | Magyarország     | 2 – 0        | Kanada       | vb-csoportkör | -            |              |
| 4.           | 1986. szeptember 9. | Oslo, Ullevaal Stadion                | Norvégia         | 0 – 0        | Magyarország | barátságos    | -            |              |
| 5.           | 1986. október 15.   | Budapest, Népstadion                  | Magyarország     | 0 – 1        | Hollandia    | Eb-selejtező  | -            |              |
| 6.           | 1986. november 12.  | Athén, Olimpiai Stadion               | Görögország      | 2 – 1        | Magyarország | Eb-selejtező  | -            |              |
| 7.           | 1987. február 8.    | Limassol, Círio Stadion               | Ciprus           | 0 – 1        | Magyarország | Eb-selejtező  | -            |              |
| 8.           | 1987. április 29.   | Rotterdam, Feijenoord Stadion         | Hollandia        | 2 – 0        | Magyarország | Eb-selejtező  | -            |              |
| 9.           | 1988. március 16.   | Budapest, Népstadion                  | Magyarország     | 1 – 0        | Törökország  | barátságos    | -            |              |
| 10.          | 1988. április 27.   | Budapest, Népstadion                  | Magyarország     | 0 – 0        | Anglia       | barátságos    | -            |              |
|              | Összesen            |                                       |                  | 10           | mérkőzés     |               | 0            | gól          |